# Oddział Piotra Dolickiego

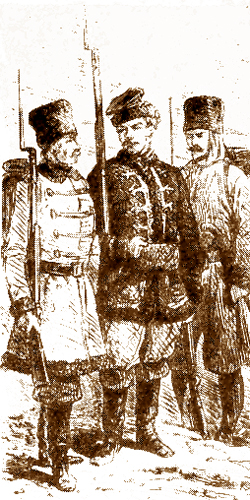
Fizylier

Oddział Piotra Dolickiego – partia powstańcza okresu powstania styczniowego.
Oddział został sformowany na terenie dawnego województwa sandomierskiego. Jego dowódcą był mjr Piotr Dolicki.
Partia powstańcza została rozbita 25 sierpnia 1863 pod Grzybową Górą przez sotnię kozacką gen. Czengierego. Straty powstańców były duże, bo ponad 100 powstańców dostało się wówczas do niewoli.